# پارکر مکنا پسی
پارکر مکنا پسی (انگلیسی: Parker McKenna Posey؛ زادهٔ ۱۸ اوت ۱۹۹۵) یک هنرپیشه اهل ایالات متحده آمریکا است. 